# Carlo De Franceschi
Carlo De Franceschi, též Karl Defranceschi (17. října 1809 Moncalvo di Pisino – 8. ledna 1893 Moncalvo di Pisino), byl rakouský publicista, historik a politik italské národnosti z Istrie, během revolučního roku 1848 poslanec Říšského sněmu.

## Biografie
Narodil se roku 1809 v Moncalvo di Pisino (dnes Gologorica). Pocházel z rodiny drobných statkářů. Vystudoval gymnázium v Koperu a pak studoval práva na Univerzitě ve Štýrském Hradci. Po návratu ze studií se připojil ke skupině mladých italských liberálů, kteří potají vydávali list Giornale critico politico s výrazně protirakouskou orientací. Nastoupil do právních služeb. Kvůli svým názorům byl sledován policií. Roku 1849 se uvádí jako Karl Defranceschi, c. k. radní protokolista ve Rovinji.
Během revolučního roku 1848 se zapojil do veřejného dění. Veřejně odmítl připojení Istrie k zamýšlenému celoněmeckému státu a namísto toho podporoval italské národní sjednocení. Jeho článek Per l’italianità dell’Istria, otištěný ve Vídni a pak i v Terstu, se stal manifestem italského autonomismu. Ve volbách roku 1848 byl zvolen i na ústavodárný Říšský sněm. Zastupoval volební obvod Pazin. Tehdy se uváděl coby radní protokolista. Řadil se ke sněmovní levici.
Po porážce revoluce čelil pronásledování. V roce 1854 byl propuštěn ze státní služby jako známý apoštol Mazziniho. Přestěhoval se do Rijeky. Do Istrie se vrátil roku 1861 a podílel se na Istrijském zemském sněmu v Poreči, který jasně odmítl užší státoprávní vazbu Istrie na Vídeň (tzv. Dieta del Nessuno). Studoval dějiny a etnografii Istrie. Publikoval články v Osservatore Triestino (v letech 1843–1848) v týdeníku Istria (1846–1852) a v ročence Istrijské zemědělské společnosti Statistica Agraria dell'Istria (od roku 1867). V roce 1879 se stal čestným tajemníkem zemské vlády Istrie. Zemřel ve svém rodném domě v Moncalvo di Pisino v lednu 1893.